# 愛知県医師信用組合
愛知県医師信用組合（あいちけんいししんようくみあい）は、名古屋市中区栄四丁目の愛知県医師会館4階に本店を置き、愛知県医師会に所属する医師を対象とする業域信用組合である。略称は「いししん」。

## 沿革
- 1962年（昭和37年）11月12日 - 愛知県医師信用組合設立発起人総会開催
- 1963年（昭和38年）3月20日 - 設立総会・第1回理事会開催
- 1963年（昭和38年） 4月2日 - 設立認可受ける
- 1963年（昭和38年） 4月6日 - 設立。初代理事長服部銈三就任
- 1964年（昭和39年） 7月1日 - 貸付業務委託契約を医療金融公庫（現社会福祉・医療事業団）と締結
- 1966年（昭和41年）4月16日 - 第1回中部地区医師信用組合連絡協議会総会開催
- 1971年（昭和46年）7月16日 - 全国の保険医総辞退突入に対して、保険医辞退緊急融資を行う
- 1973年（昭和48年）5月26日 - 創立10周年記念式典挙行
- 1977年（昭和52年）8月24日 - 全国信用組合監査機構に加入
- 1978年（昭和53年）1月18日 - 創立15周年記念
- 1978年（昭和53年）3月15日 - 常務会を設置
- 1978年（昭和53年）12月1日 - 年末特別融資を新設
- 1979年（昭和54年） 2月 - 協力預金率変更（名古屋市内20%、名古屋市外15%）
- 1981年（昭和56年） 3月 - 本店を現在地に移転
- 1981年（昭和56年）12月16日 - 住宅ローン新設
- 1982年（昭和57年）8月25日 - 災害特別融資の新設
- 1983年（昭和58年） 4月6日 - 創立20周年記念
- 1983年（昭和58年）10月20日 - 優良信用組合表彰受賞
- 1984年（昭和59年）9月19日 - 利用分量配当の実施を決議
- 1984年（昭和59年）10月17日 - 医療賠償特別融資を新設
- 1991年（平成 3年）7月16日 - フリーローン新設
- 1993年（平成 5年）4月17日 - 創立30周年記念式典挙行
- 2000年（平成12年） - 水害に係る災害特別融資を実施
- 2001年（平成13年）10月 - 固定金利型住宅ローン新設
- 2003年（平成15年） 4月 - フリーローンミニ新設
- 2003年（平成15年） 9月 - 団信付住宅ローン新設
- 2004年（平成16年） 8月 - フリーローンMAX新設
- 2007年（平成19年） 1月 - テナント開業ローン・資産承継賃貸住宅ローン新設
- 2008年（平成20年） 5月 - メディカルローン新設・フリーローンMAX取扱停止
- 2008年（平成20年） 8月 - 電算システムが信用組合共同センター（SKC）へ移行